# Eduardo Haesbaert
Eduardo Haesbaert (Faxinal do Soturno, 1968) é um artista, curador e professor brasileiro. 
Começou sua formação artística em 1980 na Escola ASPES, em Santana do Livramento, sendo aluno do professor uruguaio Osmar Santos, e de 1986 a 1989 estudou gravura em metal com Armando Almeida e desenho com Anete Abrano no Atelier Livre da Prefeitura de Porto Alegre. Foi aluno e assistente de Iberê Camargo entre 1990 e 1994, colaborando na gravação e impressão de suas gravuras. Desde a criação da Fundação Iberê Camargo em 1995, atua como coordenador do atelier de gravura, sendo também responsável pelo programa Artista Convidado, que já trouxe mais de uma centena de artistas nacionais e estrangeiros para residências artísticas, concedendo um subsídio financeiro, pagando custos de transporte, hospedagem e alimentação, e organizando individuais dos selecionados ao fim da estadia. Há muitos anos ministra cursos de gravura, e participou de curadorias.
Sua base de atuação é a gravura, mas trabalha também com desenho e pintura. Sua poética transita entre a abstração e a figuração. Para a crítica Clara Figueiredo, "são nas palavras soltas dos títulos das obras que encontramos as pistas para isso que chamei tênue lastro com o real. Mas não só. Podemos encontrá-las também em sua figuração não representativa. Uma figuração que remete à estrutura dos sonhos, aos restos do dia, recolhida entre detritos de imagens. Com efeito, no trabalho de Eduardo as figuras, na maioria das vezes, são apenas vislumbradas, não chegando até a clareza da forma. Condizente com nosso tempo, o artista parece coletar detritos entre os resíduos da inundação de imagens que nos submergem".
Fez várias individuais e participou de muitas exposições coletivas, incluindo o Salão Paranaense (1988), Salão Nacional de Artes Plásticas (1992), Jovem Pintura Figurativa no Rio Grande do Sul (1994), Salão Victor Meirelles (1994), Salão de Pintura Cidade de Porto Alegre (1995), Desenhos no MACRS 25 anos (2017), e Bienal do Mercosul (2015).
Recebeu diversos prêmios: Prêmio Secretaria da Cultura do Paraná no 49º Salão Paranaense (1992), Prêmio Brasília de Artes Plásticas no 12º Salão Nacional de Artes Plásticas (1992), Primeiro Prêmio no 16º Salão de Artes Plásticas da Associação Francisco Lisboa (1993), Prêmio Especial do Júri pelo Conjunto da Obra no 2º Salão Victor Meirelles (1994), Menção Honrosa no 6º Salão de Pintura Cidade de Porto Alegre (1995) e Prêmio Açorianos na categoria Melhor Exposição Individual (2011). Foi um dos indicados para o Prêmio PIPA em 2019. Tem obras no Museu de Arte do Rio Grande do Sul, no Museu de Arte Contemporânea do Rio Grande do Sul, na Pinacoteca Aldo Locatelli, no Museu de Arte Contemporânea do Paraná e no Museu de Arte de Santa Catarina.